# Abbaye de Hautefontaine
L’abbaye de Hautefontaine est une ancienne abbaye cistercienne située sur l'actuelle commune d'Ambrières, dans la Marne. Elle fut fondée au XIIe siècle par les moines de l’abbaye de Trois-Fontaines et détruite à la Révolution.

## Histoire

### Fondation
L'abbaye est fondée en 1136 grâce à un don attribué à Isambard de Vitry. Celui-ci donne aux moines de l’abbaye de Trois-Fontaines, située non loin, un terrain qui lui appartient sous réserve d'y édifier une abbaye. Le premier abbé, choisi par Bernard de Clairvaux lui-même, se nomme Raoul. L'abbaye prend son nom d'une source située près du sommet de la colline.
Charte de fondation de l’abbaye de Haute-Fontaine en latin 

« Ego Theobaldus Blecensis comes, Notum fieri volo quod Isambardus de Vitriaco, concedentibus conjuge suâ et filiis ejus Alberto et Gaufrido et filiâ Villana, et concessit Deo et Ecclesiae Sanetae Mariae de Alto-Fonti et monachis deo ibidem servientibus, quidid habebat infra sequentis metas quae claudient terram ab eo datam. Metae siquidem illae incipiunt ad quatuor quercus quae separant terram de Santa Libaria et de Landricuria, et ex illis quercubus metae illa ducuntur certa via usque ad metam Lapideam.
A meta vero illa transeunt viam et vadum usque ad fossam juxta viam de Landricuria , et ab illa fossa usque ad aliam fossam sitam ad summitatem campi vuzonis et a fossa illa, usque ad metam de super Fontem, et ab illa meta usque ad ulmuzellum de super Fontem, et ab illo ulmuzello usque ad alium ulmuzellum qui est super rivum sicut ducit cursum suum versus occidenten sicut rivus terram illam separat usque ad terram de Blessia et de Altavilla.
Quidquid itaque intra praedictas metas continetur, Isambardus et praenomitate haeredes sui concedunt Deo et ecclesiae de Altofonti sicut videlicet metae praenominatae claudunt usque ad Marnam.
Lefardus quoque de Barro quartam partem ejusdem terrae quam in feodo ddesepidicto Isambardo tenebat, praefatae ecclesiae dedit et concessit : pro hoc vero dono et concessione Isambardus cum uxore sua habuerunt de charitate dictar ecclesiae xxijas libras, et Letardus de Barro septem libras Hujus sunt rei testes qui diderunt Isambardum et Alberttum filium suum offerentes hoc donum super altare de Alto Fonte, Ancherus de Alatvilla et Petrus nequetia de Altavilla, Fulco de Arzilleriis, Radulphus de Curello.
Praetarea Paganus de Verziaco dedit Deo et ecclesiae de Alto fonte, concedente Joanne filio suo quidquid habebat apud Bonneuais. Hoc autem laudavit praefatus Isambardus  de cujus feodo terra illa erat, et pro concessione ista comes Theobaldus dedit eidem Isambardo quatuor libras. Adam vero de Alneto dedit Deo et praefatae Ecclesia quiquid clamabat apud Bonneuais.
Praefatus Isambardus concessit praefatae Ecclesia saltum Alberti quod est in confinio de Bonneuais. Testes, Stephanus monachus de Tribus fontibus, Odovranus. Concessit insuper Isambardus praefatae Ecclesiae pasturam propriis animalibus de Bonneuais cusjuscumque est generis sint et omnia usulia nemoris sui circumquaque usque Dreiam, excepta materia lignorum ad aedifica. Testes, Stephanus abbas de Tribus fontibus, Stephanus monachus, Fulco de Arzilleriis, Odo major de Landricuria, et Garnerus de Landricuria. Heac autem omnia ego Theobaldus comes laudavi et concessi de cujus feodo movebant, et Manasses  de Possessa de quo Isambardus tenebat. Praeterea ego Theobaldus Blecensis comes dedi Deo et ecclesiae de Alto fonte terram illam Sanctae Mariae quae est apud Blesium villam sicut ministerialis mei de Larzicurto disrationaverunt adversus homines de Meelam et de Blesia villa. De dono equidem istius terrae sunt testes, Gaufridus de Jovis villa, Guido de Dampetra, Hericus de Fulconio, Radulphus tunc praepositus Larzicurti et Hugo Bordellus. Quando vero praecepi hanc cartam sigillari apud Gaissiam, ego Theobaldus Blesensis comes ut haec dona in perpetuum firmarentur : interfuerunt testes Garnerius monachus de Nemore Joïci, Almaricus monachus de Alto fonte, Radulphus monachus Prulliacensis, Gauterus capellanus meus, Guillelmus, clericus meus qui hanc chartam sigillavit, Gauterus de Brena, Adam Borislardus, Hugo de Mosa, Vitalis tunc praepositus Gaissiae, et tunc concessit Albertus donum patris sui et suum. Istis audientibus actum est hoc anno ab incarnatione Domini, millesimo centesimo quadragesimo primo. »

### Premières destructions — La commende
L'abbaye est pillée pendant la guerre de Cent Ans puis détruite en 1544 par les troupes de Charles Quint. À la suite de ces destructions et en vertu du concordat de Bologne de 1516, François Ier nomme un abbé commendataire en la personne de Jean de Monluc (1547-1559). Celui-ci mène une compagne de reconstruction (1552) ainsi que de fortifications préventives, mais dont la présence n'a jamais été prouvée. Contrairement à d'autres abbayes, Hautefontaine fut relativement bien traitée par les abbés commendataires. En 1670, l'abbé Le Roy fait reconstruire l'abbaye autour de l'église préservée du XIIe siècle.

### L'abbaye, foyer janséniste
Au XVIIe siècle, à la suite de la mort de Cornelius Jansen et comme l'abbaye de Port-Royal des Champs, Hautefontaine devient un foyer janséniste. En 1653, Guillaume Le Roy, très en vue dans les milieux jansénistes, devient abbé commendataire. À partir de 1663, il réside dans l'abbaye et la gouverne effectivement jusqu'à sa mort en 1684. On lui doit sans doute la création d'un centre de publication clandestin d'ouvrages jansénistes prétendument imprimés à Amsterdam.

### La fin de l'abbaye à la Révolution
Alors que restaient encore huit moines à l'abbaye en 1790, celle-ci est fermée et vendue comme bien national à Henri Lepage, maître de forge. Puis elle passe à Williame, maire d'Ambrières, de 1837 à 1848, qui fait détruire l'abbatiale en 1840 ; ensuite à Raymond Onfroy de Bréville, M. Roze et Mme Lemoine. Les seuls éléments sauvés de l'abbatiale sont le maître-autel et une cloche, aujourd'hui situés dans l'église de Sainte-Livière.

## L'abbaye
Le plan cistercien est respecté à la lettre : le cloître central est bordé au nord de l'abbatiale, à l'est du bâtiment des moines (salle capitulaire, dortoir), au sud des cuisines et du réfectoire, enfin à l'ouest du bâtiment des convers. Les bâtiments étaient encore en bon état dans les années 1950 ; leur état de ruine s'est beaucoup accentué dans les années 1970.

## Filiation et dépendances
Hautefontaine et fille de l'abbaye de Trois-Fontaines.

## Abbés

### Abbés commendataires
À partir du Concordat de Bologne, commence la série des abbés commendataires et seigneurs temporels :
- 1547 : Jean de Monluc (1508 †1579).
- 1559 : Thomas Delvêche.
- 1563 : Henri Leclerc.
- 1569 : Dominique Vauthier.
- 1600 : N. de Luxembourg.
- 1601 : Tobie Tomelot.
- 1621 : Henri de Lambert, aumônier du roi, abbé de Notre-Dame de Grosbot.
- sd : Louis Stewart de Lanoi (†1665), seigneur d'Aubigny, chanoine de Paris.
- 1684 : Guillaume Le Roy.
- sd : Jean-Baptiste de Noailles, évêque de Châlons.
- sd : Louis Simon Roynette (1625-†1700), grand vicaire de Châlons et de Paris, sous Louis-Antoine de Noailles, supérieur de Port-Royal des Champs[9].
- sd : Antoine Laigneau (†1736), doyen du chapitre de Châlons.
- sd : N. Descajeuls.
- 1747 : Jean-Baptiste d''Arguel, vicaire-général des Carmes en France.
- 1775 à 1789 : N. Berthelot, .